# パラッツォ・ジュスティニアン

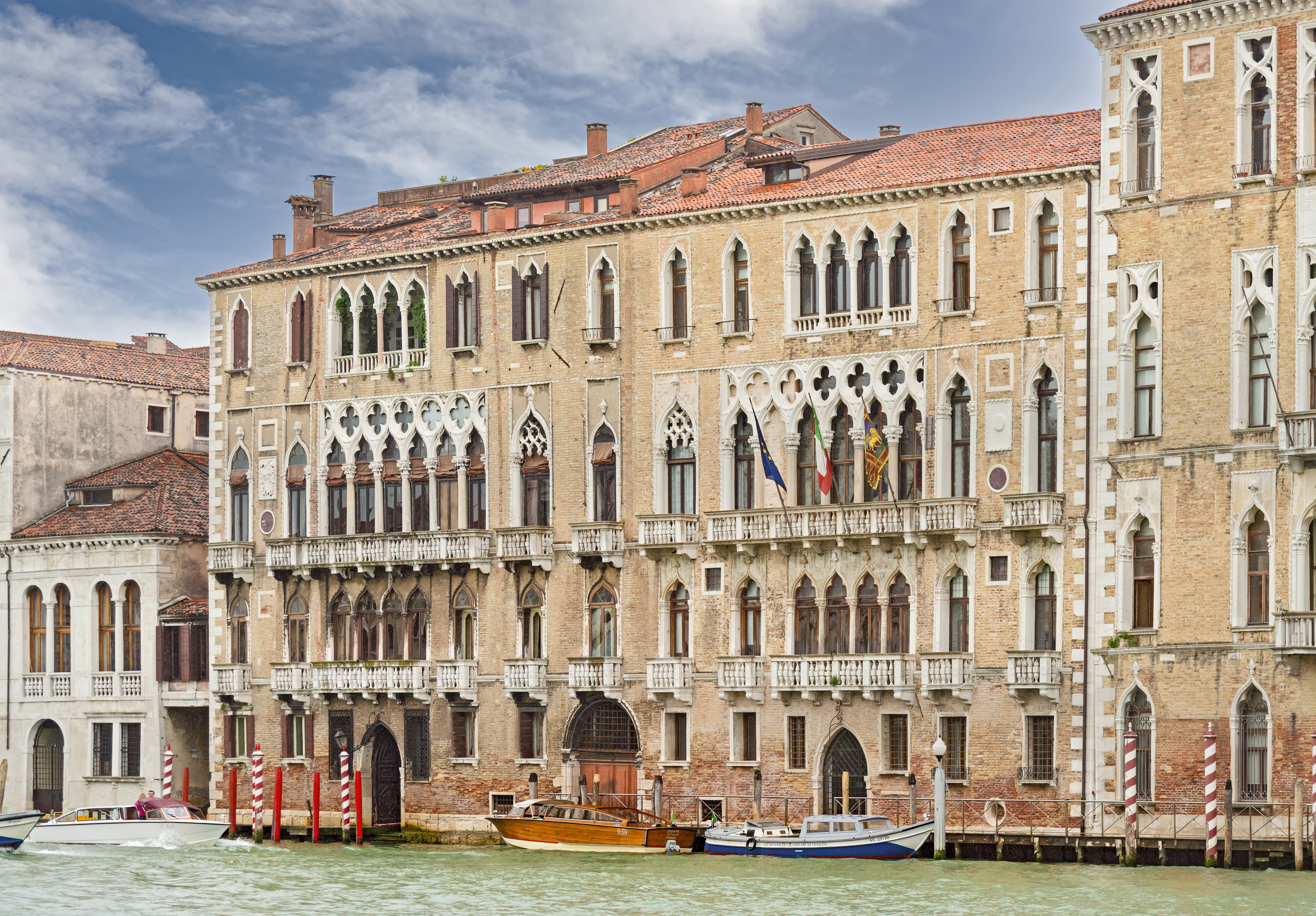
パラッツォ・ジュスティニアン

パラッツォ・ジュスティニアン（イタリア語：Palazzo Giustinian）は、イタリア、ヴェネツィアのドルソドゥーロ地区にあるゴシック建築様式の邸宅である。隣りにヴェネツィア大学を擁するカ・フォスカリがある。

## 概要
15世紀後半に建設され、邸宅は中央部分と両側の建物で構成されている。中央部分は建物正面（ファサード）からポーチ（ポルチコ）のトンネルがあり、両側はそれぞれカ・ジュスティニアン・デイ・ヴェスコヴィ（Ca' Giustinian dei Vescovi）とカ・ジュスティニアン・デッレ・ゾジエ（Ca' Giustinian dalle Zogie）と呼ばれる建物になっており、内部は方立窓や織り込まれたような6つのアーチで構成されたアーケードなど、豪華な装飾が施されている。カ・ジュスティニアン・デイ・ヴェスコヴィは隣りのカ・フォスカリ（ヴェネツィア大学）の一部となっている。カ・ジュスティニアン・デッレ・ゾジエは現在は個人所有となっており、大きな庭園を備えている。
一時期、ドイツの作曲家リヒャルト・ワーグナーの邸宅であったり（『トリスタンとイゾルデ』の第2幕はここで書かれた）、復古ブルボン朝フランスの王女ルイーズ・ダルトワの邸宅であった（この邸宅で死去した）。